# 인천외국어고등학교
인천외국어고등학교(仁川外國語高等學校)는 대한민국 인천광역시 부평구 산곡동에 있는 사립 외국어고등학교이다.

## 학교 연혁
- 1970년 7월 : 학교법인 신성학원 인가
- 1984년 12월 : 인천외국어학교 인가
- 1985년 3월 : 인천외국어학교 개교 및 초대 김용오 교장 취임
- 1986년 11월 : 지암체육관 준공
- 1996년 8월 : 영일외국어고등학교 인가
- 1998년 11월 : 특수목적고등학교 인가
- 2004년 1월 : 인천외국어고등학교(자립형) 인가
- 2008년 3월 : International Center 준공
- 2016년 3월 : 학교법인 신성학원 강지원 이사장 취임
- 2022년 7월 : 제10대 김기동 교장 취임
- 2024년 1월 : 제18회(연37회) 195명 졸업 (총 12,970명)

## 설치 학과
- 영·중국어과
- 영·일본어과
- 영·스페인어과

## 참고 자료
- 인천외국어고등학교 - 한국교육학술정보원 학교알리미